# Álvaro I av Kongo
Álvaro I av Kongo, död 1587, var kung av Kongo mellan 1567 och 1587.